# Kleine wespenbok
De kleine wespenboktor (Clytus arietis) is een tot 15 millimeter lange kever uit de familie van de boktorren (Cerambycidae). Er is ook een 'gewone' wespenbok (Chlorophorus varius), die er niet op lijkt en ook niet voorkomt in België en Nederland, in tegenstelling tot de kleine wespenboktor.

## Algemeen
De kleine wespenboktor komt voor in Europa, Klein-Azië en Rusland en is in de Benelux een vrij algemene soort die vooral leeft in loofbossen en voornamelijk op boomschors en bladeren wordt aangetroffen. Hij behoort tot de familie boktorren en heeft een langwerpig lijf, vrij lange antennes en sprietige poten. De kleur is zwart met gele dwarsstrepen, hoewel er ook andere kleurpatronen voorkomen zoals geel met zwarte strepen en vlekken.

## Beschrijving
Deze boktor lijkt op een wesp en dat is niet toevallig. De reden is dat veel vogels en andere predatoren de onschuldige kever met rust laten omdat de meeste dieren net als mensen een hekel hebben aan wespen. Dit imiteren van gevaarlijke of giftige soorten door niet-gevaarlijke soorten heet mimicry en komt veel voor in de natuur. De kleine wespenboktor heeft de wesp op diverse gebieden geïmiteerd;
- De bouw lijkt, omdat het een boktor is, al een beetje op die van een wesp, omdat de poten met name de achterpoten langer zijn en het lijf smal en langwerpig. Deze soort heeft zelfs een vrij dichte beharing op het kopborststuk op het achterlijf veel minder. Ook zijn de antennes minder lang dan bij de meeste soorten heeft de achterzijde een punt (echter geen angel) en is het kopborststuk groot en rond.
- De kleuren: vanwege de zwarte basiskleur, de gele dwarsstrepen die zelfs doorlopen op de buik. Roodbruine poten en antennes in dezelfde kleur maar met een zwart uiteinde;
- Ook de vlucht is afgekeken, deze boktor vliegt niet recht op het doel af maar zigzagt een beetje;
- Het gedrag is zeer beweeglijk en druk; hij is altijd in beweging loopt net zoals wespen een beetje zijwaarts en zwaait onrustig met de antennes.

## Voeding
De kleine wespenbok leeft voornamelijk van stuifmeel. Een vrouwtje eet zo af en toe een ander insect omdat de eitjes extra voedingsstoffen nodig hebben net zoals de vrouwelijke muggen bij zoogdieren bloed zuigen om dezelfde reden. Volwassen kevers leven slechts enkele weken en zijn voornamelijk van mei tot juli te zien.
De larven leven veel langer, ongeveer anderhalf jaar en eten rottend loofhout liefst van de beuk en enkel exemplaren die door een bepaalde schimmel zijn aangetast. Naast de beuk eten ze ook wel andere boomsoorten net zoals de kever van diverse bloemensoorten leeft. Dieren die van meerdere soorten leven worden overigens ook wel polyfaag genoemd.